# مارتون فوچوویچ
 مارتون فوچوویچ (انگلیسی: Márton Fucsovics؛ زادهٔ ۸ فوریهٔ ۱۹۹۲) یک تنیس‌باز اهل مجارستان است.